# Diplodonta venezuelensis
Diplodonta venezuelensis är en musselart som beskrevs av Dunker 1848. Diplodonta venezuelensis ingår i släktet Diplodonta och familjen Ungulinidae. Inga underarter finns listade i Catalogue of Life.